# 北海道海鳥センター

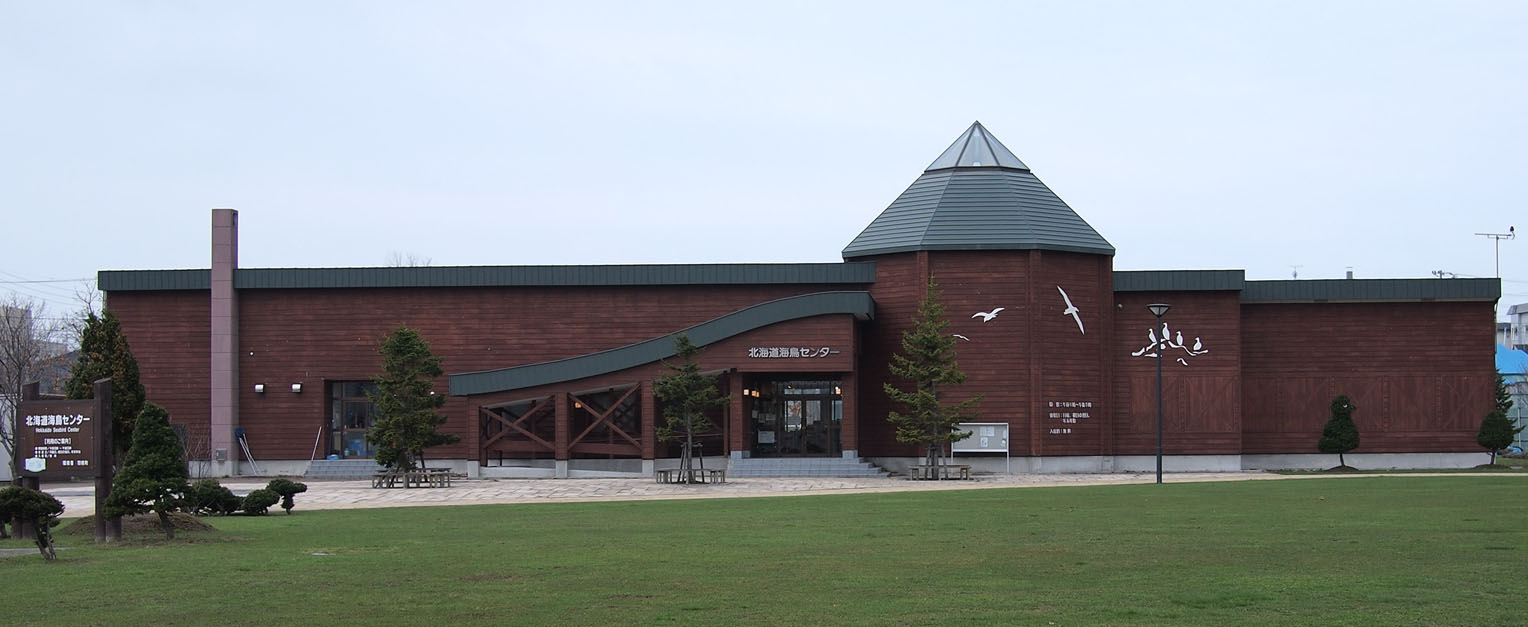
北海道海鳥センター（2010年5月）

北海道海鳥センター（ほっかいどううみどりせんたー、Hokkaido Seabird Center）は、環境省が希少野生動植物種の保護を目的として設置する野生生物保護センターの1つであり、北海道苫前郡羽幌町に位置する。主にウミガラスやエトピリカ等の海鳥に関する保護増殖活動や調査・研究、普及啓発活動を行っている。
日本に初めてできた海鳥に関する博物館的な施設である。

## 概要
羽幌町に属する天売島は、ウミガラス（オロロン鳥）を含む8種の海鳥の生息地として有名である。近年生態系が変化し、オロロン鳥などの貴重な海鳥が絶滅の危機にある。
海鳥センターでは、海鳥の生態を学術的に分析・研究することにより、保全活動を行なっている。センター内では、海鳥に関する様々なジオラマ・模型・調査研究などの展示物が見学でき、海鳥に関する情報を検索することができる。

## 主な展示物
- 海鳥繁殖地のジオラマ
- 鳥の卵の模型
- 天売島立体模型
- オオウミガラスの悲劇
- ウミガラス、ケイマフリ、ウトウの生息状況
- パソコンで鳥を学ぶ海鳥の生態

## 施設概要
- 開館時間 9:00~17:00（冬季は16時まで）
- 入館料 無料
- 休館日 月曜・祝日